# Pleurodema cinerea
Pleurodema cinerea és una espècie de granota que viu a l'Argentina, Bolívia, Perú i, possiblement també, Xile.
Està amenaçada d'extinció per la pèrdua del seu hàbitat natural.